# Ковчег (галерея)
Галерея «Ковчег» — московская художественная галерея, занимающаяся российским искусством ХХ и XXI веков.

## История
Галерея «Ковчег» возникла на базе одноимённого городского выставочного зала в Тимирязевском районе Москвы в 1988 году.
В разные годы над проектами «Ковчега» работали Алексей Ерохин, Сергей Сафонов, Юрий Петухов, Дмитрий Смолев, Вадим Гаршин, Игорь Чувилин.
С февраля 2016 постоянной выставочной площадкой галереи стало пространство по адресу: Москва, Трубниковский переулок, 22, строение 2.
Кураторы галереи:
- Сафонов, Сергей Александрович (с 1988)
- Игорь Чувилин (2003—2019).

## Избранные выставки
Галерея «Ковчег» реализовала свыше 300 разнообразных арт-проектов: кураторов в равной степени привлекало исследование изобразительного искусства как XX, так и XXI веков, что отразилось в формировании основных направлений выставочной деятельности.
Первое, по времени возникновения, — ликвидация лакун в истории изобразительного искусства ХХ столетия: публикация художественных наследий неоправданно забытых художников и целых творческих династий. Регулярное обращение к этой практике вылилось в цикл выставок «Незабытые имена», начатый в 1993. В результате систематической работы были заново введены в культурный обиход такие авторы как Валерий Каптерев, Борис Чернышев, Александр и Лидия Наумовы, Ольга Эйгес и Игорь Поляков, Мария Мыслина, Татьяна Коцубей, Александр Поманский, Мария Владимирова, Леонид Казенин и другие. Десятки произведений мастеров разной известности переданы галереей в музеи Москвы и России.
Второе направление составили авторские кураторские проекты, воплощённые в тематических выставках.
Среди них можно выделить масштабные экспозиции, в которых кураторы исследовали специфику возникновения и бытования жанров искусства и их разновидностей, а также особенности стилистики в отечественном искусстве — от советского периода до современности. Такими были «Обещания стиля», посвященные «кухне» советских художников 1920—1950-х годов, вырабатывавших официальный «советский канон»; «Музей», в котором работы современных художников соединялись с произведениями 1920—1930-х годов. А также «Натюрморт: музей и мастерская», показанные на международной ярмарке «Арт Москва 2000» «Маленькие картинки больших художников» (от Казимира Малевича, Наталии Гончаровой, Михаила Ларионова до наших дней), «Спор об абстрактном искусстве» с работами Александра Максимова и другие.
Особую линию в ряду тематических экспозиций «Ковчега» составили выставки-интерпретации культурных феноменов повседневности в советском и постсоветском изобразительном искусстве. Среди них «Память нёба» (о еде), «Крепость» (об алкогольной культуре), «Сто лет с огоньком» (о курении и курильщиках), «Марш энтузиастов» (строй — очередь — толпа), «Желтые страницы» (о газетах и изобразительном искусстве), «Все в сад!» (про детские сады как первый опыт социализации), «Страховой случай» (форс-мажор в российском искусстве), «Акварель и время» (эволюция «акварельной лирики»). А также: «Кухня», «Аллеи культуры, лужайки отдыха», «Сладкая жизнь», «На солнечном пляже в июне…» и мн. др.
Работа над многими тематическими проектами происходила в партнёрстве с ведущими столичными (с Государственным музеем изобразительных искусств имени А. С. Пушкина и Государственной Третьяковской галереей) и региональными художественными музеями Ярославля, Твери, Вологды, Нижнего Тагила, Пензы, Истры, Иваново, Красноармейска и других городов. Наряду с музейными экспонатами не раз привлекались материалы из Государственного архива Российской Федерации, из частных архивов и коллекций.
Параллельно с внутригалерейными выставками «Ковчег» активно осуществлял межмузейные проекты на других выставочных площадках, а также обменные выставки.

### Специальные проекты галереи
С 1993 по 2000 и, после перерыва, с 2009 по 2016, в стенах галереи для обсуждения профессиональных проблем собирался Клуб московских живописцев.
Кураторы галереи инициировали создание негосударственной ежегодной профессиональной Премии «Мастер», которая присуждалась московским художникам за их творческие достижения. С 2003 по 2008 её лауреатами стали Михаил Рогинский, Нина Котёл, Константин Батынков, Ирина Затуловская, Виктор Пивоваров, Андрей Красулин, Юрий Норштейн и Франческа Ярбусова, Александр Джикия, Эрик Булатов, Дмитрий Цветков, Владимир Янкилевский.

## Участие в международных проектах
С 1996 года «Ковчег» неоднократно являлся участником Международной художественной ярмарки «Арт-Москва», Российского Антикварного салона, параллельных программ Московской международной биеннале современного искусства.
С 2009 «Ковчег» регулярно представляет своих авторов на международной арт-сцене. В 2009 в городе Куопио, Финляндия, проходила выставка "Художники галереи «Ковчег». Позднее галерея принимала участие в Международной ярмарке современного и актуального искусства ART.FAIR (Германия, Кельн; 2010, 2011, 2012), Международной ярмарке современного искусства Selection Artfair Basel (Швейцария, Базель; 2010), Международной ярмарке современного искусства artbygenève (Швейцария, Женева; 2010), Международной ярмарке современного искусства ArtVilnius (Литва, Вильнюс; ежегодно с 2015 по настоящее время).

## Награды
- 2002 — диплом "За вклад в Программу развития современного искусства «Арт Москва» — награда от Фонда «Арт Москва».
- 2004 — дипломы "За реализацию программы «Незабытые имена» — награды кураторам галереи от Российской Академии художеств (РАХ).
- 2008 — диплом «За тематический подбор коллекции» — награда от XXV Российского Антикварного салона.